# Чайлдс, Джозеф
Джозеф Чайлдс (1787—1870) — британский офицер Королевской морской пехоты и администратор пенитенциарной системы; он был комендантом второго поселения для заключенных на острове Норфолк с 7 февраля 1844 года по август 1846 года.
Чайлдс был зачислен в Плимутскую дивизию Королевской морской пехоты 21 апреля 1809 года и участвовал в Наполеоновских войнах и англо-американской войне 1812 года. Во время конфликта он служил в Первом батальоне Королевской морской пехоты под командованием подполковника Ричарда Уильямса. Он также служил в Сирии в 1840 году.
Чайлдс имел репутацию строгого приверженца дисциплины и в 1844 году прибыл в качестве коменданта острова Норфолк, чтобы заменить Александра Маконохи, чьи прогрессивные взгляды на управление пенитенциарными учреждениями считались непригодными для этого учреждения. Однако Чайлдс оказался не ровней осуждённым. Его «строгая дисциплина» могла подействовать на тщательно дисциплинированных солдат Королевской морской пехоты, но у него не было опыта жизни в исправительном поселении. Общая дисциплина была плохой и предоставлялась подчиненным охранникам и надзирателям, которые мало контролировали тюрьму, управляемую «Кольцом» закалённых заключенных. Посетивший его магистрат сообщил, что, хотя Чайлдс был «очень любезным, доброжелательным джентльменом и почетным офицером», во избежание анархии и неповиновения требовался «офицер, обладающий опытом или способностями к руководству, рассудительный, энергичный, решительный и твёрдый». Чайлдса отозвали, но перед его отъездом в июле 1846 года группа осужденных восстала, убив четырех чиновников. Тринадцать осужденных были осуждены за убийство и повешены преемником Чайлдса, Джоном Прайсом, который считал Чайлдса ответственным за положение дел, которое привело к восстанию. В газетах в сложившейся ситуации обвиняли «полнейшее слабоумие» Чайлдса.
Чайлдс вернулся в Англию и продолжил службу в Королевской морской пехоте. Он вышел на пенсию в 1857 году и умер в Корнуолле 2 января 1870 года.